# Nelly Marie Bojahr

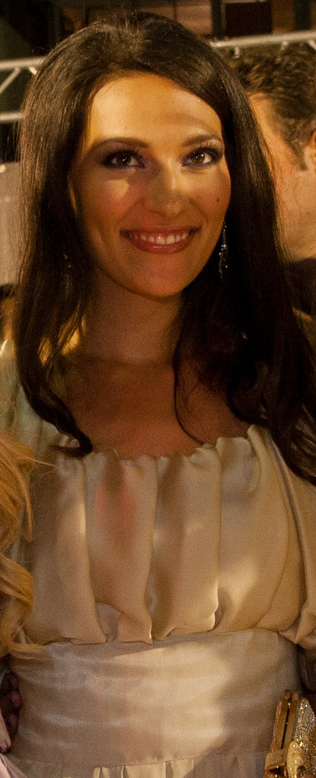
Nelly Marie Bojahr

Nelly Marie Bojahr (* 1. Oktober 1988 in Greifswald) ist eine deutsche Schönheitskönigin und Model.
Am 10. Februar 2007 wurde die damals 18-jährige Schülerin der 12. Klasse aus Kleinmachnow in Rust bei Freiburg im Breisgau zur Miss Germany gekrönt. Sie hatte sich für den Wettbewerb als über das Internet gewählte Miss T-Online qualifiziert. Zuvor war sie außerdem Miss Potsdam-Mittelmark und Miss Brandenburg sowie Siegerin im Wettbewerb Gesicht 2003.